# Serbia Zijin Bor Copper
Serbia Zijin Bor Copper, ranije Rudarsko-topioničarski basen Bor, jedini je proizvođač bakra i plemenitih metala (zlata i srebra) u Srbiji. Svi proizvodi su berzanski i njihov kvalitet, potražnja, prodajne cene i uslovi trgovanja uređeni su pravilima koja propisuju svetske berze obojenih metala. RTB već više od 100 godina kopa i topi rudu bakra, a u borskoj topionici proizvode se katodni bakar i plemeniti metali visokog kvaliteta. Proizvodnja bakra počela je 1903. godine i to na lokalitetima Bora i Majdanpeka.
Kao osnova industrije i ekonomije u zemlji, biznis s bakrom državi donosi nekoliko stotina miliona dolara godišnje, a RTB Bor Grupa, kao jedinstven sistem, proizvodi rudu bakra i svojom aktivnošću podstiče razvoj čitavog regiona. Otuda je kombinat bakra, sa svojim potencijalima i obilnim prirodnim resursima, strateški veoma važno preduzeće za razvoj celokupne srpske privrede, a kao veliki potencijal za ekonomski prosperitet vide ga i zemlje u okruženju.

## Sastav preduzeća

### Rudnik bakraVeliki Krivelj
Raskrivanje je trajalo do 1982., a godinu dana kasnije ležište počelo je da se eksploatiše. Od 1983. godine do danas otkopano je oko 194,6 miliona tona rude sa prosečnim sadržajem bakra od 0,342%, što ukupno iznosi oko 665.000 t bakra u rudi. Da bi se dobio ovaj bakar bilo je neophodno da se otkopa oko 178,8 miliona tona jalovine (koeficijent raskrivke 0,92).
Preostale overene geološke rudne rezerve iznose preko 617 miliona tona rude sa srednjim sadržajem bakra od 0,32%, dok su bilansne 474,3 miliona tona, sa prosečnim sadržajem 0,323%. Ukupno, dakle, ležište „Veliki Krivelj“ sa 1.533.821 tona bakra u rudi i predviđenim povećanjem kapaciteta na 10,6 miliona tona rude godišnje, predstavlja potencijal za eksploataciju u narednih 45 godina.
Rudnik je konvencionalnog tipa, a masovna eksploatacija obavlja se visokokapacitativnom opremom. Za bušenje se koriste bušilice prečnika 250 do 310 mm, a za utovar minirane rude i jalovine bageri velikog kapaciteta, čija je zapremina kašike 15 m³ i 22 m³. Transport do drobiličnih postrojenja za rudu i jalovinu obavlja se kamionima nosivosti 220 tona.

### FlotacijaVeliki Krivelj
Projektovana je i izgrađena za godišnji kapacitet od osam miliona tona rude, sa trostepenim drobljenjem rude i dvostadijalnim mlevenjem u tri identične mlinske sekcije. Tri godine kasnije, Institut za bakar iz Bora izvršio je reprojektovanje, pa se u kriveljskoj flotaciji 1985. godine sa selektivnog flotiranja rude prešlo na kolektivno.
Od početka proizvodnje 1983. godine do danas, Flotacija je proizvela 2.765.063 tona suvog koncentrata bakra sa prosečnim kvalitetom od 19,68% Cu i iskorišćenjem od 81,6%, što ukupno iznosi 544.112 tona bakra u koncentratu.

### Rudnik bakraJama
Rekordni proizvodni rezultati zabeleženi su u periodu od 1996. do 1998. godine kada se godišnje otkopavalo i do 1,9 miliona tona rude.
U Jami se trenutno otkopavaju rudna tela „Brezonik“ i „T“. Preostale rudne rezerve u rudnom telu „Brezonik“ iznose 475.000 tona, sa srednjim sadržajem bakra od 1,25%. Overene geološke rezerve u rudnom telu „T“ iznose 239.000 tona, sa srednjim sadržajem bakra od 5,095% i srednjim sadržajem zlata od 2,621 g/t rude.
Otkopavanje u ovim rudnim telima planira se tokom 2011. i 2012. godine. U toku su pripremni radovi za eksploataciju rudnog tela „T1“ u kojem ima oko 350.000 t rude sa srednjim sadržajem bakra od 1,897% i zlata od 0,822 g/t rude.

### FloatacijaBor
Stara flotacija je instalirana 1942. godine. a 1933. godine je puštena u rad prva industrijska flotacija za preradu rude bakra borskog oruđenja. Nova flotacija je puštana u rad sledećim rasporedom : 26.12.1969. godine, „C“ sekcija, 15.05.1970. godine „B“ sekcija i 27.07.1973. godine „A“ sekcija.
U radnom pogonu postojale su tri mlinske sekcije, odnosno sekcije za mlevenje rude. Sekcija A je imala projektovani kapacitet 2,0 Mt, a sekcije B i C imaju projektovani kapacitet po 1,25 Mt godišnje.
- Jama-Borska reka

Najveći potencijal jamske eksploatacije u kompaniji RTB Bor je ležište „Borska reka“.
Postojeća infrastruktura pogona Jama (prostorije i objekti, izvozna postrojenja, sistem transporta i drobljenja, sistem odvodnjavanja i ventilacije sa energetskim kapacitetima) povećava vrednost potencijalnih rudnih rezervi.
U ležištu „Borska reka“ proračun ukupnih geoloških rezervi zahvaćenih blok-modelom u konturi graničnih sadržaja 0,3% Cu koji pripadaju A, B, C1 i C2 kategorijama između etaža k+25 m i k-995 m iznosi preko milijardu tona rude i više od 5,5 miliona tona bakra, a u kategorijama A, B i C1 iznosi 556,9 miliona tona rude i 3,15 miliona tona bakra sa pratećim elementima (zlato, srebro, molibden i dr.).

### Rudnik bakraCerovo
Ležište „Cerovo“ nalazi se u rudnom polju Mali Krivelj – Cerovo, 15 kilometara severozapadno od Bora.
Na ovom lokalitetu otkrivena su rudna tela „Cerovo – Cementacija 1“, „Cerovo – Cementacija 2“, „Cerovo – Cementacija 3“, „Cerovo – Cementacija 4“, ležište „Drenova“ i „Cerovo – primarno“.
Ovaj površinski kop pripada porfirskom tipu ležišta, sa osnovnom mineralizacijom nastalom u hidrotermalno izmenjenim andezitskim stenama.
Glavni nosilac bakronosnog orudnjenja je mineral halkopirit praćen bornitom, dok je pirit najzastupljeniji mineral u orudnjenju. U manjoj meri zastupljeni su halkozin, kovalin i azurit.
Ležište „Cerovo – Cementacija 1“ otkopavano je u periodu od 1993. do 2002. godine. Tada je eksploatacija obustavljena i to nakon otkopavanja blizu 20 miliona tona rude i proizvodnje 97,5 hiljada tona bakra u koncentratu, 1,2 tone zlata i 8,3 tone srebra.
- Istražni radovi

Pogon Istražnih radova osnovan je 1952. godine i otad posluje u sastavu Rudnika bakra Bor.
Za Basen, a po potrebi i za treća lica, obavlja rudarska i dubinska bušenja, a od 1986. godine bavi se i proizvodnjom dijamantskih kruna, bušaćeg pribora i opreme za geološka istraživanja, pre svega za sopstvene potrebe
- Fabrika kreča Zagrađe

Dosadašnja geološka istraživanja na području Timočke krajine ukazuju da je ovaj region bogat i nemetalima. Istraživanja krečnjaka usmerena su na Zagrađe kod Bora. Prva istraživanja kvaliteta i potencijala urađena su još daleke 1958. godine. Na osnovu tih rezultata i kasnijih analiza došlo se do zaključka da je krečnjak sa ovog lokaliteta dobrih fizičko-mehaničkih osobina i povoljnog hemijskog sastava, te da se može koristiti za proizvodnju kreča.
Prve peći za dobijanje komadnog kreča izgrađene su po italijanskoj tehnologiji i potpaljene 1967. godine. Pored komadnog kreča, u Zagrađu se za potrebe flotacija u Boru i Majdanpeku, proizvodi i hidratisani kreč za potrebe građevinarstva.

## Istorijat
Jedan od najstarijih tragova rudarstva u Evropi koji datiraju od 4500 godine pre nove ere je pronađen i u oblasti Bora i Majdanpeka.
Oslobađanjem ovih krajeva od Turaka počinje novi period za Borski rudnik, jer je knez Miloš Obrenović smatrao da će tek oslobođenu i siromašnu zemlju, modernizovati ulaganjem u rudarstvo. On poziva upravnika Saksonskih rudokopa barona Herdera, koji obilazi terene u okolini Bora i otkriva genetsku povezanost između rudnika Bor i Majdanpek. Teren je ispitivan od strane rudarskih stručnjaka sve do kraja XIX veka. Istraživanja borskog ležišta trajala su do 1902. godine kada je pronađena bokata bakarna ruda kovelin. Po otkriću bakarnog rudišta, Đorđe Vajfert, kao finansijer istražnih radova, dobija Povlasticu 1903. godine i postaje prvi vlasnik rudnog polja na kome će već naredne godine nastati rudnik bakra. Pošto je rudište bilo veoma bogato bakrom i zahtevalo velika ulaganja, Vajfert Povlasticu prodaje banci Mirabo iz Pariza. 1904. je formirano "Francusko društvo borskih rudnika". Pored Vajferta, kao finansijera, značajnu ulogu imaju i Feliks Hofman, u naučnoj oblasti, a u tehničkoj Franja Šistek. Preduzeće sa središtem u Parizu, počelo je sa radom 1. juna 1904 god.
Nakon otvaranja rudnika bakra Bor, sagrađena je prva hemijska laboratorija 1905 godine na obroncima rudnika bakra u Boru, koja je služila za ispitivanje rude i geoloških uzoraka. Izgradnjom topionice bakra, 1906. godine, formira se laboratorija pri topionici, gde je određivan sadržaj Cu, Au, Ag, O2, S, Fe, Pb, As, Sb, Ni, Co, Se, Te i SiO2 u anodnom bakru. 1933. godine počinje se sa radom flotacije u Boru u laboratoriji se određuje Cu, Au i Ag u koncentratu i jalovini. 1938. izgrađena je i elektroliza bakra i počinje određivanje nečistoća u katordnom bakru. 1938. godine izgrađena je nova laboratorija zbog intenzivnih geoloških istraživanja rudnih rezervi. Ova laboratorija se koristi i danas. 
Dana 17. septembra 1944. kolona od oko 3.000 mađarskih Jevreja (Kapos) napustila je rudnike pod vrhovnom komandom mađarskih oružanih snaga (oko 1000 vojnika). Sile su krenule do pontonskog mosta u Smederovu, a zatim dalje do Baje. U Pančevu je kolona pojačana članovima Deutsche Mannschaft i članovima njihovih porodica. 19. septembra 1944. druga kolona od oko 3.000 mađarskih Kapoa napustila je rudnike pod vrhovnim zapovedništvom SS-Polizei-Gebirgsjager-Regiment br. 18. Snagom su krenuli preko Pančeva do Baje. Od Pančeva do Baje, kolona je bila pod vrhovnom komandom Deutsche Mannschaft, a njeni članovi su sa sobom imali i članove porodice. SS-Polizei-Gebirgsjager-Regiment br. 18 je došla iz Grčke i korišćena je protiv ofanzive koju je u Pančevu vodila Crvena armija. Takođe se povukao na sever do Baje, takođe transportovan na zapad. Tokom oba prisilna marša, bilo je nekoliko napada jugoslovenskih partizana. U SS-Polizei-Gebirgsjager-Regiment br. 18su uglavnom vojnici Scharfschützen sa sposobnošću gađanja ciljali „izvršili svoju dužnost“, kako to neko voli da naziva na nemačkom. U međuvremenu, neki zatvorenici iskoristili su priliku da pobegnu partizanima i tako pronašli spasonosnu zaštitu, 1943. godine oko 17.000 prisilnih radnika došlo je iz Srbije i morali su da pokriju 50 posto potreba za bakrom u ratnoj industriji nacističke Nemačke. Svi mađarski Kapoši imali su dužnost nadzora, ali i privilegovane uslove života za razliku od ostalih zatvorenika. Srezki vođa nemačkog tima (zapad) bio je Hermann Jerger, koji je sa suprugom i ćerkom Angelikom pobegao 9. septembra 1944. iz grada Pančeva. Srezki vođa nemačkog tima (istok) bio je Rudolf Mager, koji je sa suprugom i sinom Michael pobegao 9. septembra 1944. iz grada Pančeva.
Francuski kapital zadržao se u Boru sve do Drugog svetskog rata i do 1951 god., rudnici bakra u Boru se nalaze u državnom vlasništvu. Tokom tog perioda došlo je do velikih ulaganja, rekonstrukcije i modernizacije topioničkih, rudarskih i drugih kapaciteta.
4.avgusta 1961. dotadašnji „Rudnik Bor“ preimenovan je u Rudarsko-topioničarski basen Bor i kao takav sa određenim izmenama posluje do 30.jula 1981. kada se reorganizuje u SOUR RTB Bor, koji se sa više SOUR-a udružuje u Poslovnu Zajednicu za proizvodnju i preradu bakra, plemenitih metala i drugih pratećih minerala, hemijskih proizvoda i opreme „BASEN BOR“, sa sedištem u Beogradu, Kasnijom reorganizacijom RTB se preimenjuje u RTB Grupu.
U periodu pre i tokom 1993 godine, kompanija je sprovela različita investiranja koja su inicirala otvaranje novih rudnika i flotacija, kao što je površinski kop „Cerovo“, te flotacije Bora, Majdanpeka i Velikog Krivelja.
U cilju harmonizacije poslovanja sa tadašnjim zakonskim propisima, 1999 god. kompanija je promenila svoju organizacionu strukturu i nastavila da posluje preko mreže nekoliko preduzeća organizovanih kao društva sa ograničenom odgovornošću koja neformalno sačinjavaju RTB Bor Grupu.

## Matično preduzeće
Matično preduzeće je jedno od četiri preduzeća u sastavu RTB Bor Grupe.
Osnovna delatnost ovog preduzeća je upravljanje globalnom poslovnom politikom kompanije, njenim kapitalom, razvojem, investicijama, kao i nabavkom i prodajom basenskih proizvoda. U Matičnom preduzeću zaposlena su 123 radnika.
U okviru Matičnog preduzeća posluju sledeće službe:
- Finansije
- Marketing
- Razvoj
- Planiranje i ekonomika poslovanja
- Služba za odnose sa javnošću
- Sekretarijat GD
- Interna kontrola i revizija
- Kadrovski, pravni i opšti poslovi
- Računovodstvo

## Geologija
Ležišta RTB Bor-a se nalaze u zapadnom delu Karpatskog luka i većinom su ležišta porfirnog tipa u okviru Gornje Timočke eruptivne oblasti. Trenutno nerazvijeno podzemno nalazište „Borska reka“, locirano u okviru rudnika Jame predstavlja veoma značajan potencijalni mineralni resurs.
Već postojeća ležišta su podeljena na grupe i kategorije koristeći ruski sistem klasifikacije:
1. Prva grupa: Porfirna ležišta bakra, velikih dimenzija, gde je bakar ravnomerno i neravnomerno rasprostranjen.
2. Druga grupa: Masivni, grupisani i urasli tipovi rezervi, promenljivih dimenzija, od veoma malih do veoma velikih, koje se pojavljuju kao žičane ili sočivaste rezerve sa neravnomerno zastupljenim bakrom.
Kategorija A: Definisana sa visokim stepenom pouzdanosti sa količinom, kvalitetom, dubinom koji su ispitivani bušotinama raspoređenim u mreži veličine 100x100m.
Kategorija B: Definisane kao istražene “rezerve” i srednjeg stepena pouzdanosti, a kvalitet i osobine ležišta su dovoljno detaljno poznate na osnovu mreže dimenzija 150x150m da bi se obezbedila osnovna pouzdanost projekta.
Kategorija C1: Zahteva dodatne radove u cilju boljeg određivanja njihovih parametara i kvaliteta, kao i daljih radova na istraživanju.
Kategorija C2: Slično kao pod C1, ali se ove rezerve obično definišu na osnovu široko razmaknutih bušotina ili na osnovu površinskog pojavljivanja.
U Boru se, prema proceni kanadske kompanije "Nevsun", koja se bavi raznovrsnim rudama srednjeg nivoa, nalazi oko 15 miliona tona bakra i oko 370 tona zlata, što predstavlja glavne resurse ovog rudnika.
Pregled ukupnih resursa
| Naziv rudnog tela                  | Kategorija | t             | Cu(%) | Au(%) | Ag(%) | Donji granični sadržaj Cu (%) |
| ---------------------------------- | ---------- | ------------- | ----- | ----- | ----- | ----------------------------- |
| Veliki Krivelj                     | A          | 91,713,587    | 0.33  | 0.7   | 0.39  | 0.2                           |
| Veliki Krivelj                     | B          | 333,306,825   | 0.35  | 0.7   | 0.39  | 0.2                           |
| Veliki Krivelj                     | C1         | 135,439,825   | 0.29  | 0.7   | 0.39  | 0.2                           |
| Ukupno                             |            | 560,460,237   | 0.33  | 0.7   | 0.39  | 0.2                           |
| Jama – Tilva Ros                   | B          | 3,889,738     | 0.76  | 0.33  | 1.06  | 0.4                           |
| Jama – Brezonik                    | A          | 1,972,350     | 1.28  | 0.27  | 1.93  | 0.4                           |
| Jama – Borska reka                 | A+B+C1+C2  | 1,007,832,732 | 0.53  | 0.16  | 1.69  | 0.3                           |
| Cerovo kompleks – Cementacija 2    |            | 26,580,420    | 0.31  | 0.07  | 1.08  |                               |
| Cerovo kompleks – Cementacija 4    |            | 4,027,930     | 0.28  | 0.07  | 1.06  |                               |
| Cerovo kompleks – Cerovo           |            | 238,358,600   | 0.31  | 0.108 | 0.77  |                               |
| Primarni Cerovo kompleks – Drenovo |            | 45,777,880    | 0.38  | 0.062 | 1.38  |                               |
| Cerovo kompleks – Kraku Bukaresku  |            | 1,600,000     | 0.62  | 0.62  | 2.21  |                               |
| Ukupno                             |            | 325,488,650   |       |       |       |                               |

## Uticaj RTB Bor na životnu sredinu
Sve rudarske operacije stvaraju negativan uticaj na životnu sredinu, a jedan od najvećih zagađivača u našoj zemlji je zapravo rudnik Bor. Uprkos propisima i odredba donetih od strane državnih institucija, dolazi do zagađenja zemljišta, vode, vazduha, kao i gubitak biodiverziteta. Dominantni izvori zagađenja na ovom području su eksploatacija i prerada rude bakra. 

### Zagađenje zemljišta
Glavni izvor uništavanja zemljišta na ovom području je rudarstvo i metalurgija. Usled topljenja rude bakra, velike koncentracije sumpordioksida se oslobađaju, što dovodi do zakiseljavanja zemljišta, erozije i gubitka vegetacija. Takođe usled rudarskih radova došlo je do degradacije poljoprivrednog zemljišta. Pored toga vrši se dodatna seča šuma u blizini rudnika, kako bi se obezbedio prostor za skladištenje minerala i jalovine. 

### Zagađenje voda
Pri eksploataciji, rudari treba da reše problem površinskih i podzemnih voda, koje mogu da ugroze rudarske operacije. Jedan deo voda se ispumpava, dok neke otiču direktno u obližnje vodotokove i basene. Problem nastaje kada te vode dođu u kontakt sa piritom i drugim mineralima i nastaju kisele rudničke vode. Takve vode ne bi smele da otiču bilo gde, jer predstavljaju opasnost po zdravlje, zbog velike količine teških metala koje se nalaze u njima. Pored kiselih rudničkih voda, javlja se problem komunalnih otpadnih voda koje se ispuštaju u Borsku i Kriveljsku reku bez prethodne prerade. Takođe postoji velika šansa za zagađenje podzemnih voda, kada je reč o podzemnim eksploatacijama. Nekoliko potoka pijaće vode je zatvoreno zbog zagađenja. Zagađenje voda ima jako negativan uticaj na životnu sredinu i ispoljava se dugo nakon prestanka rada rudnika.

### Zagađenje vazduha
Zagađenje vazduha predstavlja najveći problem koji nastaje usled rada RTB Bor. Usled razvoja i modernizacije tehnologija koja se koriste u rudarstvu neminovno je došlo do sve većeg zagađenja vazduha. Za 80 godina rada, topionice RTB-a su emitovale 20 000 tona arsena i 15 miliona tona sumpordioksida. Zbog velikog zagađenja vazduha, kao posledica sve češće se javljaju bolesti respiratornih organa u ovom području. Glavni izvori zagađenja vazduha su: rudarstvo, metalurgija, industrija i energetika.

## Spoljašnje veze
- Rudarsko-topioničarski basen Bor Архивирано на веб-сајту  (22. мај 2020)
- (Ne)zamenljivi direktor bakra („Politika”, 30. decembar 2018)